# Ouébias
Les Ouébias sont une tribu de Nouvelle-Calédonie.

## Description
Installés dans le Nord-Ouest de l'île à 270 km de Nouméa vers le mont Panié, les Ouébias vivent à une altitude de 582 m. Réputés guerriers terribles et pillards, leurs masques de guerre étaient recherchés.
Une importante réserve en milieu montagnard pour la tribu des Ouébias (8 435 ha) a été établie en 1981.
En novembre 1880, Gustave Kanappe prend contact avec le chef Ouébia.